# Plan S
Ne doit pas être confondu avec S-Plan.

Un des logos du libre accès, utilisé par PLoS, il symbolise un cadenas ouvert.

Le Plan S est une initiative lancée par plusieurs agences européennes de financement de la recherche, regroupées au sein de la cOAlition S, le 4 septembre 2018, avec le soutien de la Commission européenne et du Conseil Européen de la Recherche (ERC). Elle promeut l'édition scientifique en libre accès.
Le plan exigeait dans un premier temps que les scientifiques et les chercheurs bénéficiant d'un financement public pour leurs projets des organismes de recherche et institutions, publient leurs travaux en accès libre avant 2020. En mai 2019, le délai a été repoussé d'une année, à janvier 2021. Le délai peut être repoussé jusqu'en 2024 si un processus de transition, c'est-à-dire un accord permettant un passage progressif d'un modèle de publication financé par les abonnements à un modèle financé par le paiement de frais de publication, est en cours. Le 26 janvier 2023, cOAlition S annonce que, en principe, ses membres ne financeront plus d'accord transformatif après fin 2024, mais continueront à reconnaître les articles publiés dans le cadre de ces accords comme remplissant les conditions du plan S.
Le 31 octobre 2023, la cOAlition S lance une nouvelle initiative intitulée "Towards Responsible Publishing" (vers une publication responsable) qui ambitionne de proposer une nouvelle vision de la communication scientifique, plus efficace, abordable et équitable, bénéficiant à l'ensemble de la société ("a new vision for scholarly communication, a vision that holds the promise of being more effective, affordable and equitable, ultimately benefiting society as a whole").

## Contenu du plan de 2020
Le principe-clé prévoit qu'avant 2021, la recherche financée par des subventions publiques ou privées soit publiée dans des revues ou plates-formes en libre accès, ou déposée dans des archives ouvertes sans période d'embargo. S'y ajoutent les dix principes suivants :
1. Les auteurs conservent - sans restrictions - les droits d'auteur sur leurs publications, qui doivent être publiées sous une licence ouverte telles que Creative Commons ; la licence appliquée doit dans tous les cas remplir les exigences de la Déclaration de Berlin.
2. Les membres de la coalition  établissent des critères et prérequis robustes à propos de la conformité du libre accès des revues et des plates-formes.
3. Ils incitent à la création de revues et plates-formes en libre accès conformes, là où elles n'existent pas encore.
4. Les frais de publication sont payés par les bailleurs de fonds ou les universités, non par les chercheurs individuels. « Il est reconnu que tout scientifique devrait pouvoir publier ses travaux en Open Access ».
5. Ces frais de publication doivent être à la mesure des services offerts et s'inscrire dans une structure de prix transparente, pour des fins éventuelles de normalisation et de plafonnement (en Europe).
6. Les universités, les organismes de recherche et les bibliothèques doivent harmoniser leurs politiques et stratégies, pour assurer la transparence.
7. Les principes ci-dessus concernent tous les types de publications savantes, mais concernant les livres ou monographies, le délai d'implantation est prolongé.
8. Les revues hybrides (sur abonnement, mais comprenant également des articles en libre accès) ne sont pas compatibles avec le principe-clé, sauf de manière transitoire, dans le contexte d'une entente de transformation prévoyant un échéancier précis.
9. Les membres de la coalition doivent surveiller et sanctionner la conformité avec le plan.
10. Les membres de la coalition s'engagent à évaluer les travaux de recherche lors des processus d'attribution de financements en se basant sur la valeur intrinsèque de ces travaux et non sur la revue dans laquelle ils ont été publiés, son facteur d'impact (ou autre mesure liée à la revue) ou son éditeur[7].

Pour permettre la fouille de textes et de données, le contenu intégral de l'article doit être en format lisible par machine (XML par exemple).
Les membres de la coalition s'engagent également à adapter les critères d'évaluation des chercheurs et des productions scientifiques. La coalition souligne aussi l'importance de la transparence des coûts, et notamment des frais de publication en open access.
Les chercheurs souhaitant publier dans une revue qui n'est pas en accès libre, doivent publier leur postprint dans une archive ouverte, sans embargo et sous une licence CC-BY. De nombreuses revues ne permettant pas aux chercheurs de le faire sans embargo, la cOAlition S a annoncé le 16 juillet 2020 une « stratégie de rétention des droits » faisant primer l'accessibilité immédiate de la recherche et la licence ouverte sur les éventuelles conditions contractuelles contraires de l'éditeur. La cOAlition S prévoit également de contacter les éditeurs publiant la majorité des articles résultant des recherches financées par les organisations membres de la coalition pour les encourager à modifier leurs conditions contractuelles.
Le 3 février 2021, un grand nombre d'éditeurs de revues scientifiques, parmi lesquels Elsevier, Cambridge University Press, Springer Nature ou Taylor & Francis, ont publié un communiqué s'opposant à la stratégie de rétention des droits, estimant qu'elle n'est pas soutenable sur le plan financier et va à l'encontre des libertés académiques.

## Membres de la coalition
La coalition à l'origine du Plan S comprend les organisations suivantes :
- Commission européenne
- Afrique du Sud: South African Medical Research Council (en)[11] (depuis octobre 2019);
- Australie : National Health and Medical Research Council
- Autriche : Austrian Science Fund (en) ;
- Canada : Fonds de Recherche du Québec[12] ;
- Finlande : Académie de Finlande (depuis le 28 septembre 2018)[13] ;
- France : Agence Nationale de la Recherche ;
- Irlande: Science Foundation Ireland ;
- Italie: Istituto Nazionale di Fisica Nucleare ;
- Jordanie: Higher Council for Science and Technology[14];
- Luxembourg : Fonds National de la Recherche ;
- Pays-Bas : Conseil néerlandais de la recherche (en) (NWO) ;
- Norvège : Conseil norvégien de la recherche (en) ;
- Pologne : Centre national des sciences (en) ;
- Portugal (depuis janvier 2021): Fundação para a Ciência e Tecnologia (en)
- Royaume-Uni : United Kingdom Research and Innovation (en).
- Slovénie : Agence de la recherche slovène ;
- Suède : Conseil de la recherche suédois pour le développement durable (en) ;
- Suède : Conseil de la recherche suédois pour la santé, l'emploi et des services sociaux (en) (depuis le 9 octobre 2018) ;
- Suède : Vinnova
- Suisse (depuis juin 2022) : Fonds national suisse de la recherche scientifique [15] ;
- Zambie : National Science and Technology Council
- Wellcome Trust (depuis le 5 novembre 2018)[16] ;
- Fondation Bill-et-Melinda-Gates (depuis le 5 novembre 2018)[16] ;
- Organisation Mondiale de la Santé (depuis le 29 août 2019)[17];
- TDR - Programme spécial pour la recherche et la formation sur les maladies tropicales ;
- ASAP - organisation soutenant la recherche sur la maladie de Parkinson ;
- Howard Hughes Medical Institute ;
- Templeton World Charity Foundation.

## Organisations ayant quitté la coalition
Le Swedish Riksbank's Jubileee Fond (RJ), qui avait rejoint la coalition le 11 novembre 2018, l'a quittée le 28 mai 2019, car il estime le calendrier mis en place trop rapide pour la recherche en lettres et sciences sociales.
Le 20 juillet 2020, le Conseil européen de la recherche, qui avait rejoint la coalition dès septembre 2018, a annoncé son retrait, arguant notamment que l'exclusion des publications dans les revues hybrides nuit à la carrière des jeunes chercheurs.

## Réactions
Des réactions favorables et/ou défavorables ont été rapidement publiées par différents types d'acteurs :

### Réactions favorables
De nombreux chercheurs ont également annoncé publiquement leur soutien à cette initiative. Fin 2018, une lettre ouverte, à l'initiative de Michael Eisen, généticien américain en faveur de la science ouverte, et signée par plus de 1400 chercheurs en décembre 2018, soutient les politiques mises en place par les institutions finançant les projets de recherche pour favoriser le libre accès (de manière générale, sans mentionner spécifiquement le plan S).
Avant cela Ralf Schimmer, responsable de l'information scientifique à la bibliothèque numérique Max Planck de Munich (Allemagne) approuve ce projet, et estime qu' « un changement d'écosystème est possible ».
Peter Suber, qui dirige le « bureau de la communication savante » à la bibliothèque de l'université Harvard, qualifie le plan d'« admirablement fort » et fait remarquer que si de nombreux autres bailleurs de fonds soutiennent l'Open Edition, seule la Fondation Bill-et-Melinda-Gates a déjà les mêmes exigences strictes en matière de « OA immédiate ».

### Réactions négatives
Les chercheurs sont divisés au sujet du plan S. Une lettre ouverte signée par près de 1800 chercheurs a été publiée . Cette lettre, très critique envers le plan S, estime que l'exclusion des « revues hybrides » empêche les chercheurs de publier dans des revues de qualité, et même d'accéder aux articles publiés dans ces revues, si les universités renoncent à leurs abonnements pour financer les frais de publication demandés par les revues open access. Selon les signataires, ce plan S ne sera pas adopté par l'ensemble de la communauté internationale, ce qui divisera le monde scientifique, sera un obstacle à la collaboration entre chercheurs de pays avec ou sans plan S, dissuadera certains chercheurs de venir travailler dans les pays ayant adopté le plan S. Le plan S réduirait la liberté des chercheurs en imposant des contraintes quant aux revues dans lesquelles ils publient. Selon les auteurs de la lettre, les coûts des abonnements seraient remplacés par les frais de traitement des articles, sans économies pour les budgets de recherche. Les revues en libre accès auraient alors intérêt à publier un maximum d'articles, en étant donc moins exigeantes sur la qualité.
Du côté des éditeurs, l'accueil a également été souvent réservé. Un porte-parole de Springer Nature a ainsi estimé que le plan S sapait potentiellement l'ensemble du système de publication scientifique, tandis qu'un porte-parole de l'American Association for the Advancement of Science, qui publie la revue Science, jugeait que la communication scientifique et la liberté d'enseignement seraient restreintes.
Certaines critiques concernent également le côté eurocentré de ce plan, des critiques venues notamment d'Amérique latine, un continent ayant développé un écosystème dynamique de revues en libre-accès sans frais de publication. Les chercheurs argentins Dominique Babini et Humberto Debat estiment notamment que les discussions autour du plan S ont montré à quel point le débat est déséquilibré, étant principalement concentré dans les pays du Nord au sein d'une petite élite impliquée dans le marché de la publication scientifique (« how unbalanced the debates are being mostly circumscribed on the Global North between a condensed elite group involved in the scholarly publishing market »).

## Revues scientifiques et plan S
Fin 2018, selon une étude norvégienne (un an avant l'entrée en vigueur du Plan S), moins de 889 revues (15 % des 5 987 revues scientifiques et médicales répertoriées dans le Répertoire des revues en libre accès (DOAJ) répondaient à toutes les exigences du Plan S. Et le taux est encore plus bas dans le secteur des sciences humaines et sociales (193 publications sur 6 290, soit 3 %). Le respect de toutes les règles du Plan S a un coût significatif pour les petites revues. Les auteurs précisent que le manque de conformité au plan ne signifie pas manque de qualité. Presque toutes les revues du DOAJ respectent certaines normes de contrôle de la qualité. Les auteurs suggèrent que les plus petites revues à accès libre et de bonne qualité scientifique -  notamment celles ne facturant pas de frais de publication -  nécessiteraient des extensions de délai et/ou des aides (exemples et/ou logiciel de publication ouverte conforme aux exigences du Plan).
Selon Robert-Jan Smits (qui suivait le plan pour le compte de la Commission européenne jusqu'en mars 2019) les bailleurs de fonds fournissent déjà un soutien pour aider les éditeurs à faire la transition. Il estime qu'« un nombre croissant d'éditeurs [en accès libre] sont prêts à faire un effort supplémentaire, car ils voudront certainement publier dans leurs revues un volume important de résultats scientifiques de grande qualité qui proviendront des bénéficiaires de subventions du Plan S. ».

## "Towards Responsible Publishing": nouvelle initiative en 2023
En 2023, le plan S a 5 ans, et la cOAlition S fait un bilan. Elle constate que malgré le nombre croissant d'articles publiés en libre accès, le système de publication scientifique reste très inéquitable et beaucoup trop lent. Les coûts de publication ont tendance à augmenter. Le processus de revue par les pairs n'est pas suffisamment transparent, ce qui entraîne une perte d'informations essentielles et un gaspillage de ressources, un article soumis successivement à plusieurs revues étant évalué plusieurs fois sans que les évaluateurs aient connaissance du travail de leurs prédécesseurs. Enfin, l'utilisation de la publication scientifique pour évaluer chercheuses et chercheurs nuit à la science.
Pour remédier à cette situation, la cOAlition S propose une "vision", une profonde transformation de la publication scientifique, mettant les chercheurs au centre du système. Les scientifiques doivent pouvoir choisir à quel moment et par quel canal ils veulent communiquer leur recherche. La communication scientifique ne se limiterait pas aux articles, mais intégrerait les données de la recherche, les preprints, les rapports des évaluateurs (qui deviendraient publics), les réponses des auteur-rices à ces rapports, et autres documents liés à l'évolution de l'article. Les éditeurs perdraient leur rôle central et deviendraient de simples fournisseurs de services,.
La cOAlition S lance une consultation sur cette proposition qui durera de novembre 2023 à avril 2024.